# Spalgis nubilus
Spalgis nubilus är en fjärilsart som beskrevs av Moore 1883. Spalgis nubilus ingår i släktet Spalgis och familjen juvelvingar. Inga underarter finns listade i Catalogue of Life.